# Giulia Cassini Rizzotto
Giulia Rizzotto coniugata Cassini (Palermo, 15 giugno 1865 – Buenos Aires, 24 agosto 1943) è stata un'attrice e regista italiana.

## Biografia
Figlia dell'attore-drammaturgo dialettale Giuseppe Rizzotto (1828-1895) e di Luigia Della Seta esordì giovanissima nella compagnia paterna. Nel corso della sua lunga carriera teatrale fece parte di importanti compagnie come quelle di Giovanni Grasso, Ruggero Ruggeri, Virgilio Talli, Gualtiero Tumiati ed Ermete Zacconi.
Sposata dal 1902 con l'attore Alfonso Cassini, seguì il consorte in varie compagnie e vi debuttò insieme nel grande schermo alla Latium Film di Roma. Nel cinema, la Rizzotto recitò ruoli di «madre» e di «seconda donna» in poco più di una ventina di film fino al 1923 e presso altre manifatture come la Etna film di Catania, le romane Cines e Tiber Film ed altre minori. Sempre nel cinema, la Rizzotto fu anche regista, e quindi fu una delle prime donne italiane a lavorare dietro la macchina da presa, dirigendo cinque film.
Personalità eclettica, l'attrice siciliana svolse nel contempo diverse attività come quelle di maestra d'asilo, autrice di novelle, traduttrice e soggettista. Fondò anche due scuole di recitazione cinematografica, una nel 1916 a Firenze ed un'altra nel 1918 a Roma.
Alla fine degli anni venti, dopo la morte del marito, la Rizzotto si trasferì in Argentina con la compagnia teatrale di Maria Melato. Nel paese latinoamericano proseguì la sua attività di insegnante di recitazione che svolse fino alla morte.

## Filmografia parziale

### Attrice
- Christus, regia di Giuseppe De Liguoro (1914)
- Paternità, regia di Gian Orlando Vassallo (1914)
- La signora delle camelie, regia di Baldassarre Negroni (1915)
- Patria mia!, regia di Giuseppe De Liguoro (1915)
- Pulcinella, regia di Anton Maria Mucchi (1915)
- Alla Capitale!, regia di Gennaro Righelli (1916)
- La falena, regia di Carmine Gallone (1916)
- Primo ed ultimo bacio, regia di Gennaro Righelli (1916)
- La bella salamandra, regia di Amleto Palermi (1917)
- Malombra, regia di Carmine Gallone (1917)
- Fabiola, regia di Enrico Guazzoni (1918)
- Triboulet, regia di Febo Mari (1923)

### Regista
- Scugnì (1918) - regia, interpretazione e produzione
- Leonardo da Vinci (1919) - co-regia con Mario Corsi
- La piccola Manon (1920)
- Senza sole (1920)
- A Mosca cieca (1921)